# Lengyel bíborpajzstetű
A lengyel bíborpajzstetű (Porphyrophora polonica) egy pajzstetvekhez tartozó rovar, melyből a középkorban a kármin festéket állították elő Európa szerte. A gazdasági jelentősége az 1500-as évek közepén megjelenő mexikói Bíbortetű festékének elterjedésével erősen csökkent.

## Elterjedése
Míg korábban Franciaországtól Kínáig előfordult, napjainkra Európa keleti felén fordul elő. A laza, homokos talajon lévőlágy szárú növényeket kedveli, az évelő szikárkán (Scleranthus perennis) a leggyakoribb. 20 egyéb növényfajon is megfigyelték, például a ezüstös hölgymál, szamóca.

## Életmódja

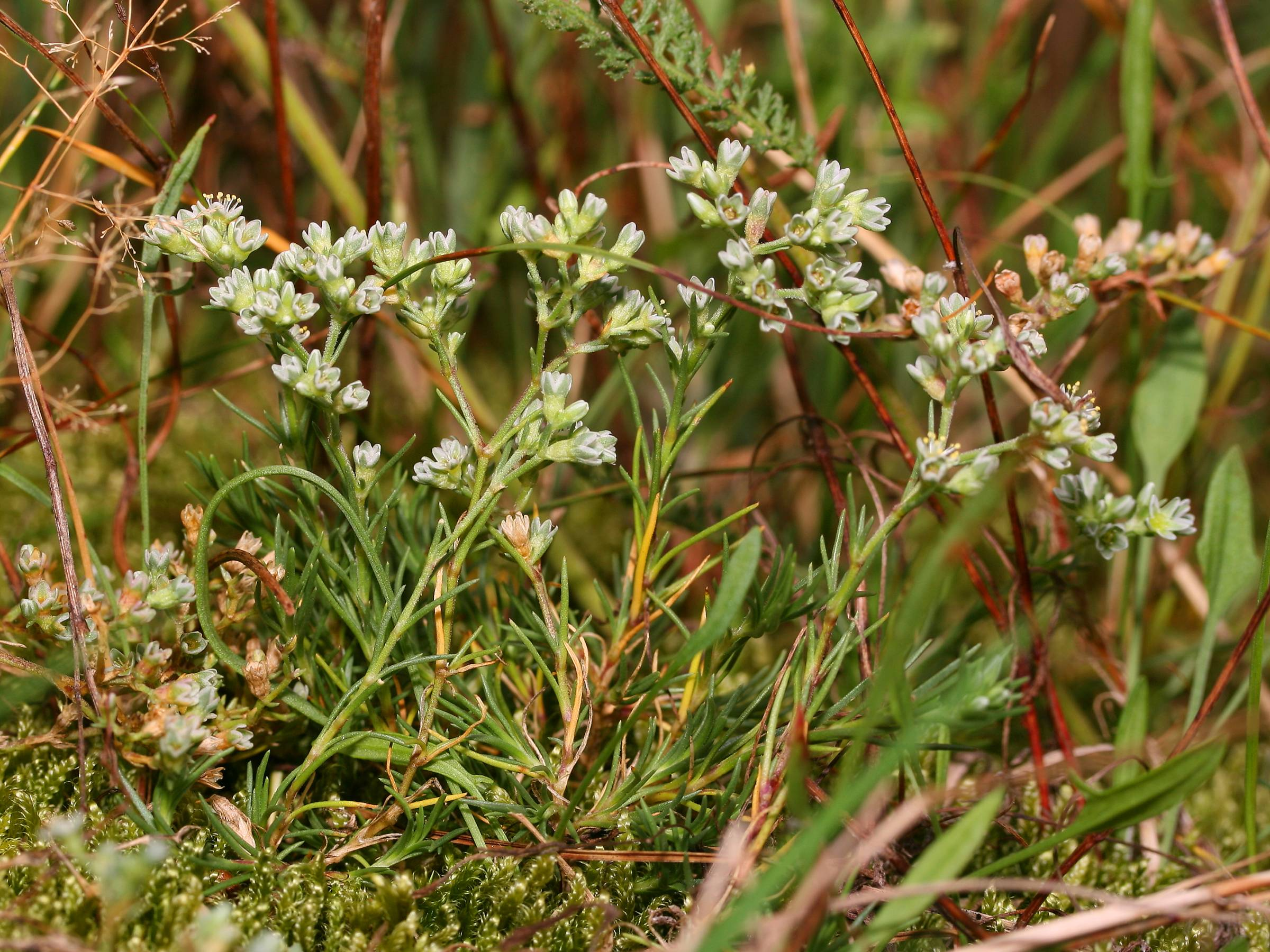
Évelő szikárka

Július közepén 600-700 petét rak a föld alá, egyetlen telepbe. A lárvák augusztusban és szeptember elején alakulnak ki de a tél végéig nem hagyják el a peteburkot. Március végén- április elején a lárvák előbújnak, hogy a gazdanövény alsó leveleiből táplálkozzanak, aztán megint visszatérnek a föld alá, hogy a gyökereket fogyasszák. A gyökérbe üreget alakítva többszörös átalakuláson mennek keresztül, míg végül gubót készítve bebábozódnak. A gyökérciszta mely a tetűt védi a nőstény esetén 3-4 milliméteres, míg a hímeknél ez feleakkora. Átlagosan 500 nőstényre jut egy hím. A kikelés után a nőstények lárvaszerű alakjukban Neoténia felmásznak a gazdanövény felső részére, hogy egy szárnyakkal rendelkező hím megtermékenyítse őket. Ezután lemászva peterakás után elpusztulnak. A kikelt (imágó) hím példányok egyáltalán nem táplálkoznak, a párosodást követően hamarosan elpusztulnak.

## Története

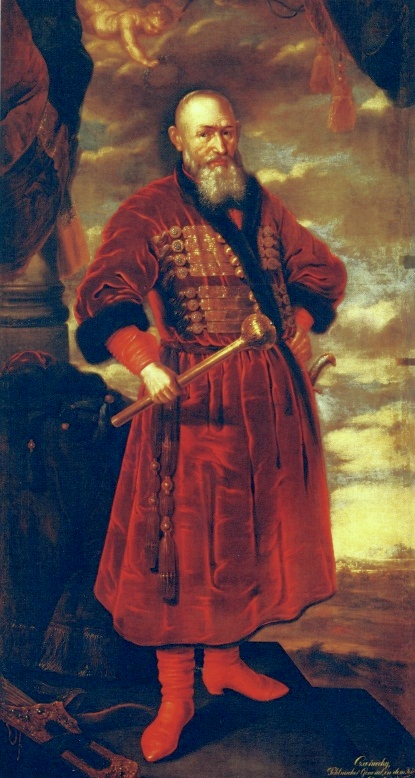
Stefan Czarniecki (1599-1665) lengyel parancsnok jellegzetes vörös lengyel nemesi öltözetben

A középkori Európában, különösen a reneszánsz idején széles körben kereskedtek a lengyel bíborpajzstetűből készített kármin festékkel. Az 1400-1500-as években a só, fűrészáru, gabona mellett ez volt Lengyelország és Litvánia fő export terméke. Leginkább Dél-Németország, Észak-Olaszország, Franciaország, Anglia, Ottomán Birodalom és Örményország voltak a felvásárlók. A kereskedelem zsidó kereskedők monopóliumának számított, akik Lengyelország keleti területeiről, például Vörösoroszországból vásárolták fel a kiszárított rovarokat a földművesektől. A kisebb tételeket a nagy lengyel városokban gyűjtötték össze, mint Krakkó, Poznań és Gdańsk. Ezután a nagykereskedők a lerakatokba juttatták: (Wrocław), Nürnberg, Frankfurt, Augsburg, Velence és további városokban voltak. A kereskedelem mennyiségi csúcsa az 1530-as évekre tehető, például 1534-ben csak Poznańban 30 tonna festőanyagot adtak el. A festékkereskedelem busás hasznot hajtott a zsidóságnak, fél kiló szárítmány eladáskor már 4-5 velencei fontba került. A hatalmas üzletet a Mexikóból olcsón behozott bíbortetű törte le, a lengyel termék egy évtized alatt teljesen elvesztette a jelentőségét. 1547-re megszűnt a nagykereskedelme, és 1566-ra már eladhatatlan lett. A parasztok ezután saját céljaikra használták a festéket: a vodkát színezték, gyógyszerekbe adagolták, illetve a lovak farkát festették meg.
Lengyelország három felosztása idején újra felkapott termék lett, de ezúttal a nagykereskedelme kelet felé történt. Oroszország mellett az Ázsia felé történő kereskedelem Buhara városán keresztül haladt. Innen Kashgar város Hszincsiang-Ujgur Autonóm Terület tartományban és Kabul valamint Herat városok Afganisztánban voltak a nagykereskedelem célpontjai. Feltehetően több értékes Keleti szőnyeg és Lengyel szőnyeg a lengyel kármin festékkel készült.

## Tanulmányozása
Az első leírása 1595-ből származik amikor Urzędów-i Marcin lengyel pap részletezi a Herbarz Polski (lengyel gyógynövénykönyv) című művében. Az első tanulmányt 1731-ben írta Johann Philipp Breyne a rovarról. 1934-ben Antoni Jakubski írt könyvet a lengyel bíborpajzstetűről, annak történelmi-gazdasági vonatkozásait is kibontva.

## Fordítás
- Ez a szócikk részben vagy egészben  a   Polish cochineal című angol Wikipédia-szócikk ezen változatának fordításán alapul.  Az eredeti cikk szerkesztőit annak laptörténete sorolja fel. Ez a jelzés csupán a megfogalmazás eredetét és a szerzői jogokat jelzi, nem szolgál a cikkben szereplő információk forrásmegjelöléseként.